# 阿巴赫河 (蘇黎世湖)
47°13′15″N 8°56′26″E / 47.22088°N 8.940597°E

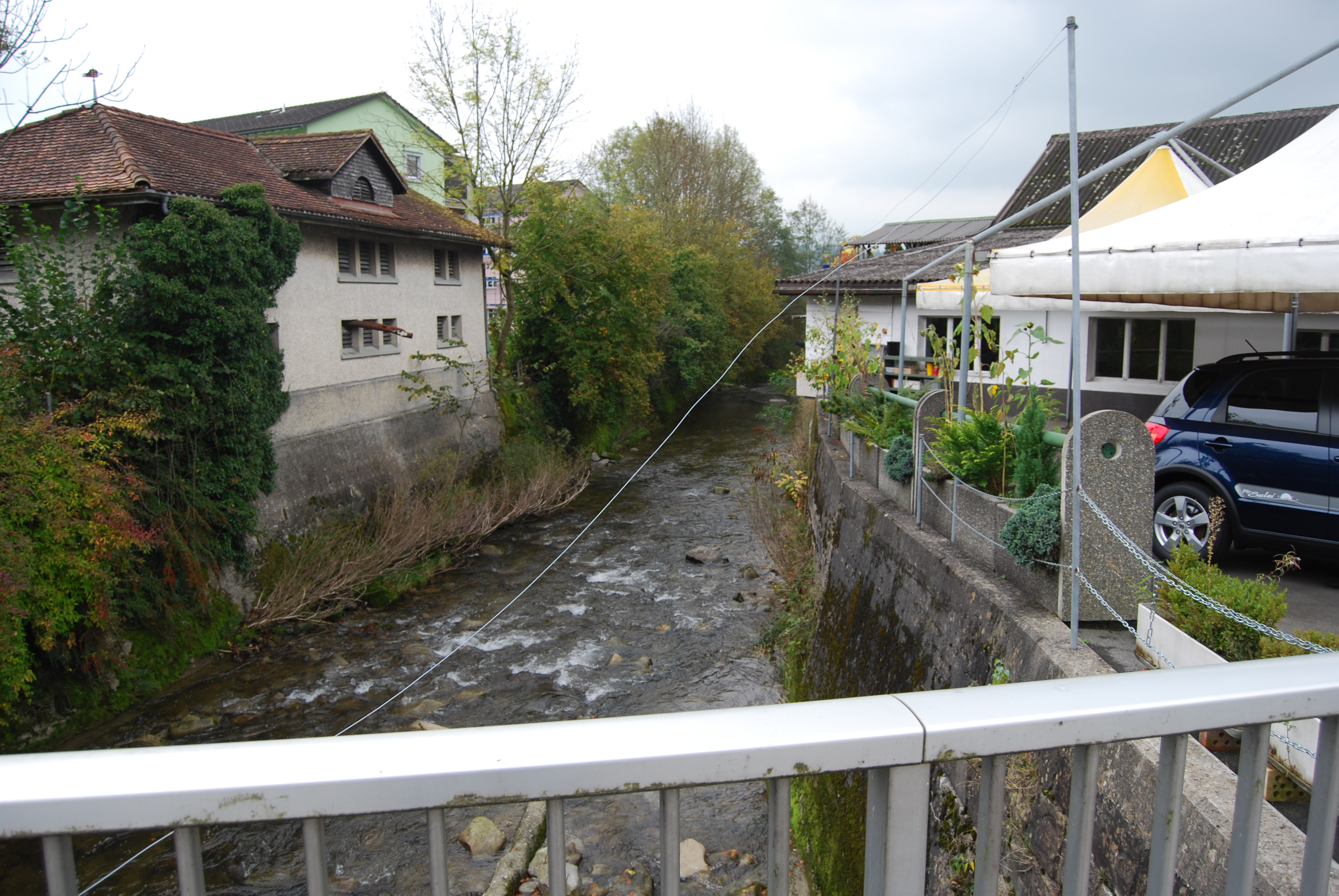

阿巴赫河是瑞士的河流，位於該國東北部，流經聖加侖州，河道全長2.7公里，流域面積38.7平方公里，最終在施梅里孔附近注入蘇黎世湖。